# Барон Шерфилд
Барон Шерфилд из Шерфилда в Лондоне в графстве Саутгемптон — наследственный титул в системе Пэрства Соединённого королевства. Он был создан в 1964 году для британского дипломата, сэра Роджера Макинса (1904—1996). Ранее он являлся послом Великобритании в США (1953—1956). Его старший сын, Кристофер Джеймс Макинс, 2-й барон Шерфилд (1942—2006), был одним из ведущих экспертов по вопросам национальной безопасности и обороны. 
По состоянию на 2024 год обладателем титула являлся младший брат последнего, Дуайт Макинс, 3-й барон Шерфилд (род. 1951), который сменил своего старшего брата в 2006 году.
Сэр Эрнест Макинс (1869—1959), отец 1-го барона, был бригадиром армии и депутатом Палаты общин от Натсфорда (1922—1945). Другой известный член семьи Макинс — политик сэр Уильям Макинс, 1-й баронет (1840—1906). Он был старшим братом Генри Томаса Макинса (1841—1914), деда 1-го барона Шерфилда. Уильям Макинс был депутатом Палаты общин от Южного Эссекса (1874—1885), Юго-Восточного Эссекса (1885—1886) и Уолтемстоу (1886—1892).

## Бароны Шерфилд (1964)
- 1964—1996: Роджер Меллор Макинс, 1-й барон Шерфилд (3 февраля 1904 — 9 ноября 1996), старший сын сэра Эрнеста Макинса (1869—1959);
- 1996—2006: Кристофер Джеймс Макинс, 2-й барон Шерфилд (23 июля 1942 — 26 февраля 2006), старший сын предыдущего;
- 2006 — настоящее время: Дуайт Уильям Макинс, 3-й барон Шерфилд (род. 2 марта 1951), младший брат предыдущего.

Наследника титула нет.